# (1211) Bressole
(1211) Bressole – planetoida z grupy pasa głównego asteroid okrążająca Słońce w ciągu 5 lat i 8 dni w średniej odległości 2,93 au. Została odkryta 2 grudnia 1931 roku w Algiers Observatory w Algierze przez Louisa Boyera. Nazwa planetoidy pochodzi od bratanka odkrywcy. Przed nadaniem nazwy planetoida nosiła oznaczenie tymczasowe (1211) 1931 XA.